# Parque Azahara
Parque Azahara es un barrio de la ciudad de Córdoba (España), perteneciente al distrito Poniente Norte. Está situado en zona sur del distrito. Limita al norte con los barrios de Palmeras y Electromecánicas, barrio este último con el que también limita al este; al sur limita con la vía férrea Córdoba-Sevilla; y al oeste, con este, con terrenos no urbanizados.

## Lugares de interés
- Iglesia de Santa Beatriz
- Jardines del Parque Azahara